# Provincia de Assa-Saac
La provincia de Assa-Saac  (en árabe: إقليم آسا الزاك‎, en lenguas bereberes: ⵜⴰⵙⴳⴰ ⵏ ⴰⵙⵙⴰⵣⴰⴳ, en francés: Province d'Assa-Zag) es una de las provincias creadas por Marruecos de la región de Guelmim-Río Noun. Parte de la provincia se encuentra en el territorio no autónomo ocupado y en disputa del Sáhara Occidental. Su capital es Assa.
El estatus legal de una parte de este territorio y la cuestión de la soberanía están por resolver. El Frente Polisario, que constituyó en 1976 la República Árabe Saharaui Democrática, lo disputa con Marruecos.

## Geografía
Tiene una superficie de 18 428 kilómetros cuadrados y 43 535 habitantes censados en 2004.

## División administrativa
La provincia de Assa-Saac consta de dos municipios y cinco comunas:

### Municipios
- Assa (capital)
- Saac

### Comunas
- Mahbes
- Aouint Lahna
- Aouint Yghomane
- Lebeirat
- Tuisgui